# Formica calviceps
Formica calviceps är en myrart som beskrevs av Cole 1954. Formica calviceps ingår i släktet Formica och familjen myror. Inga underarter finns listade i Catalogue of Life.

## Bildgalleri

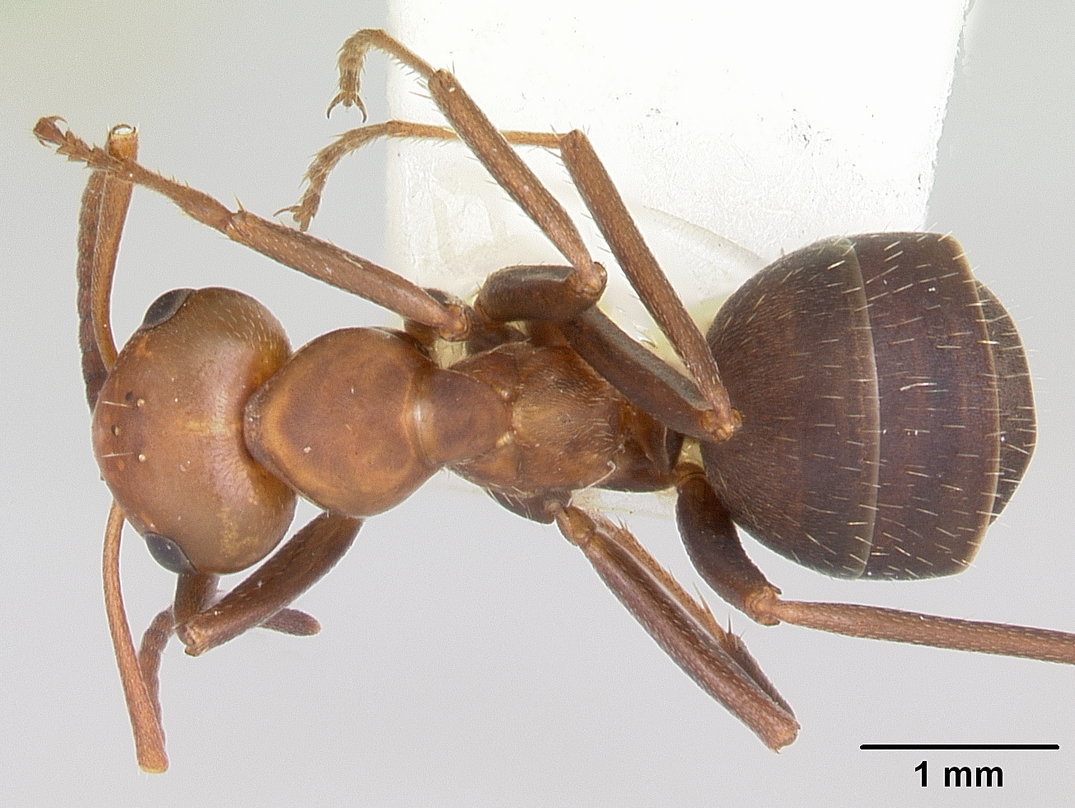
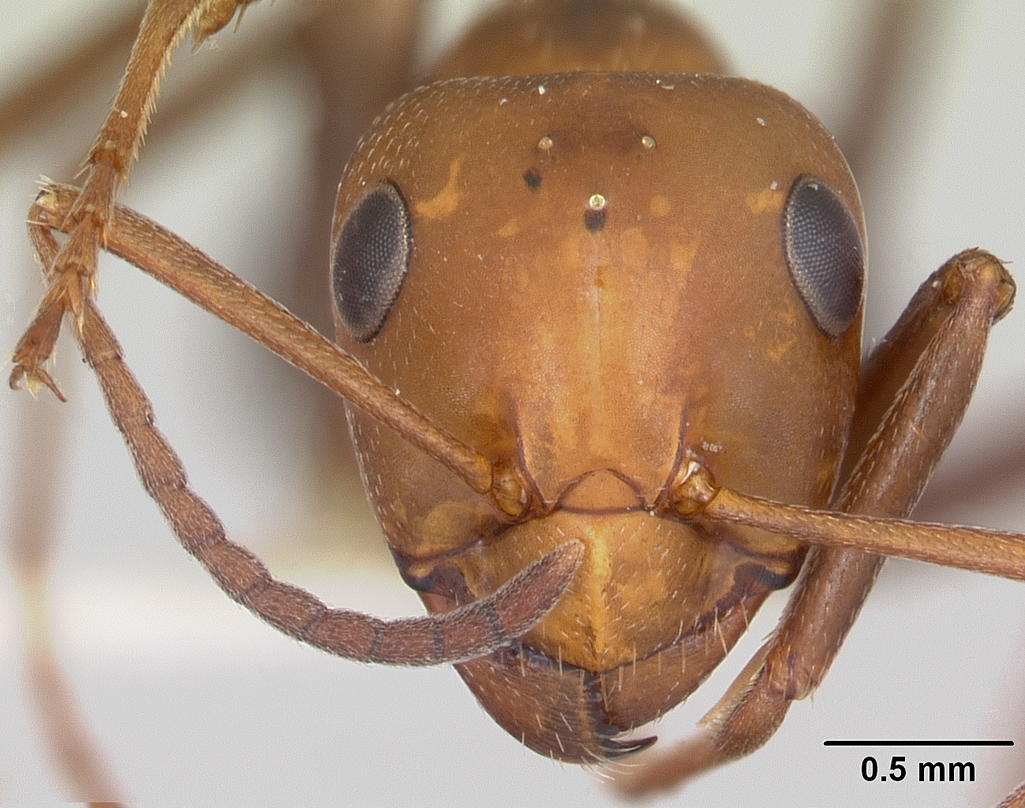
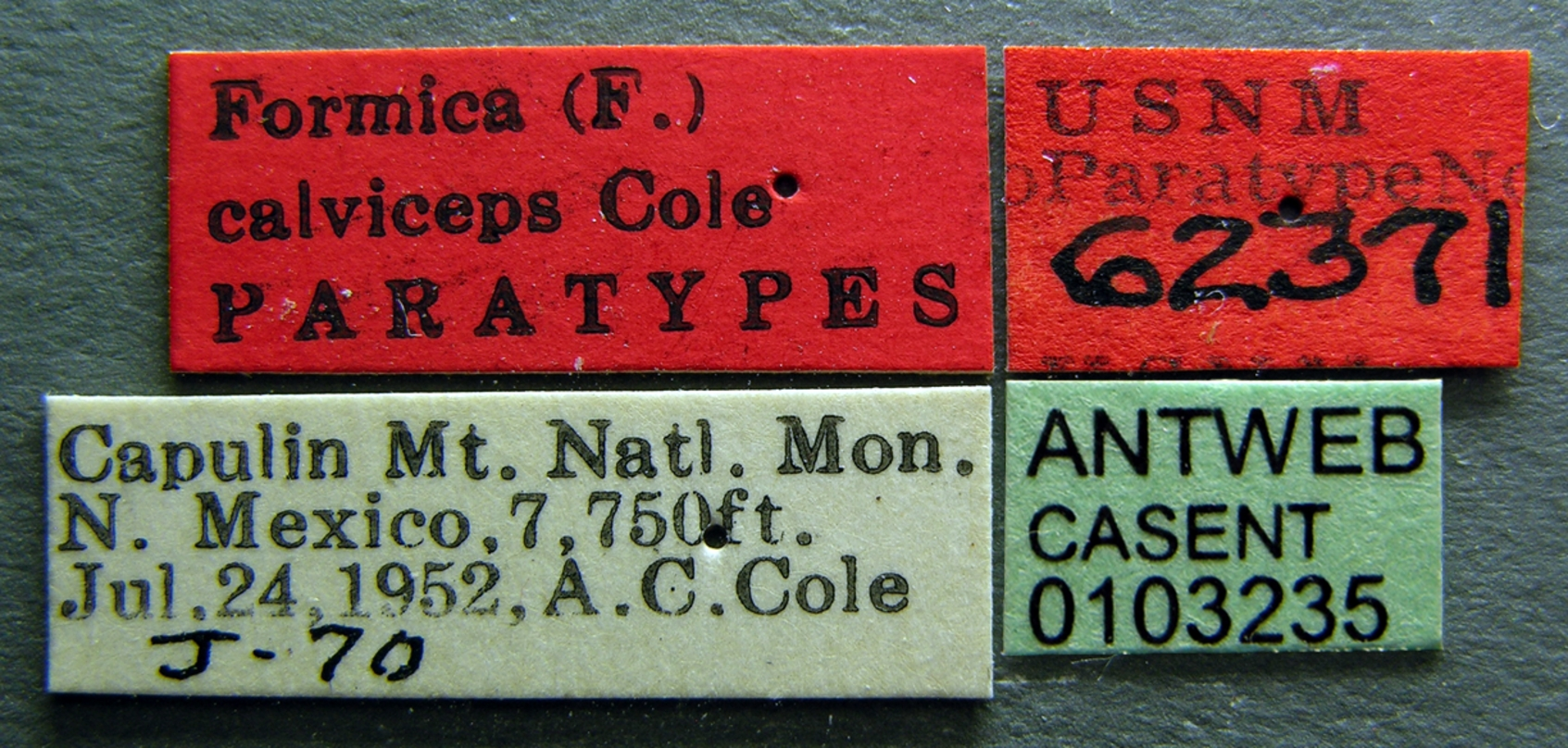
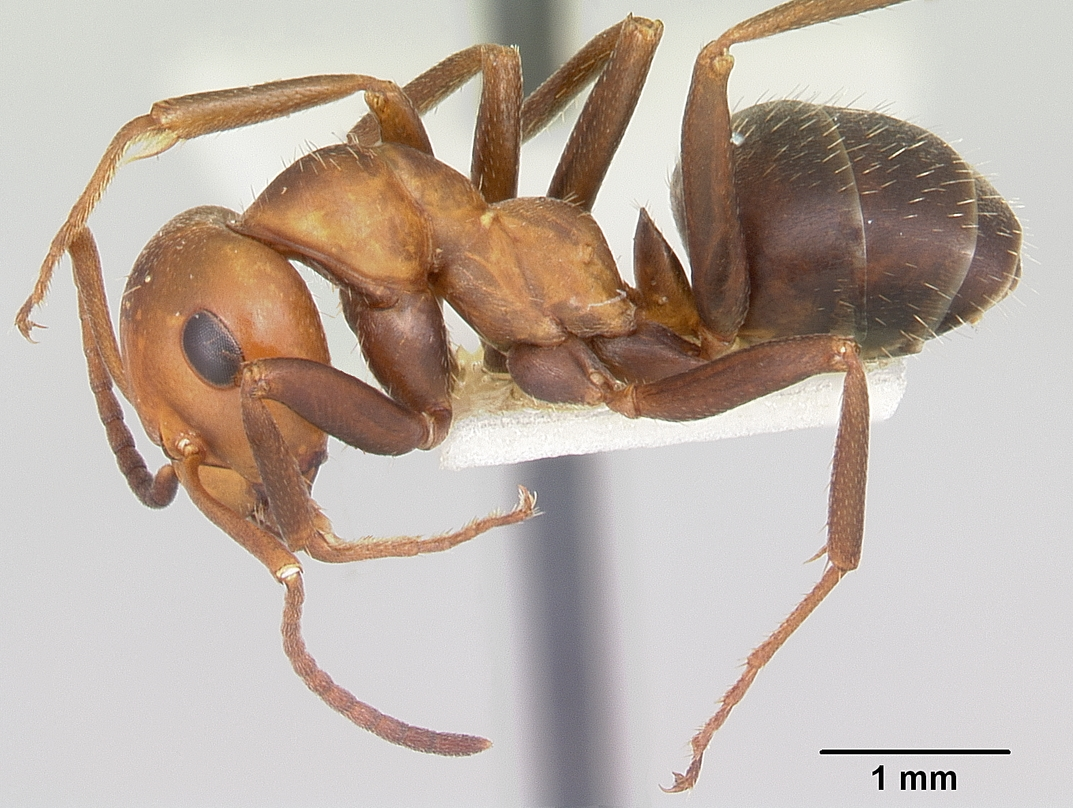
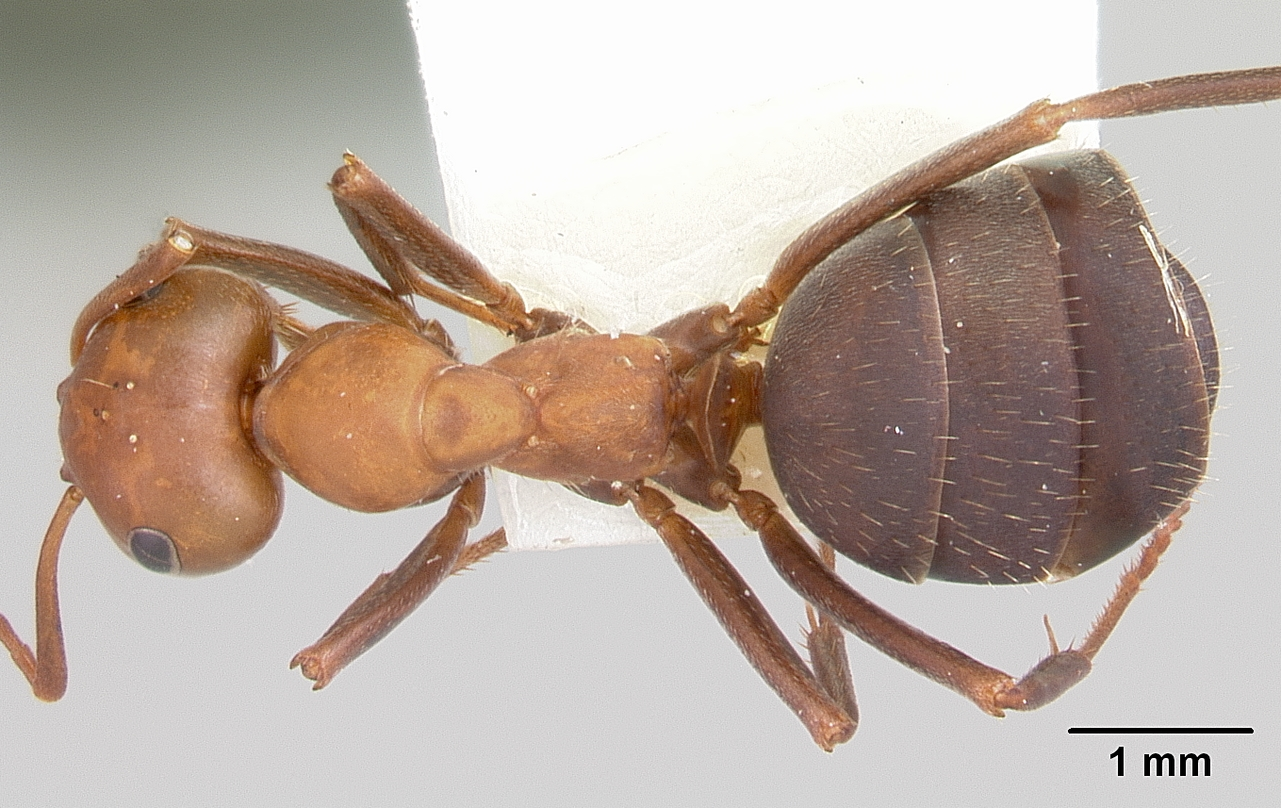
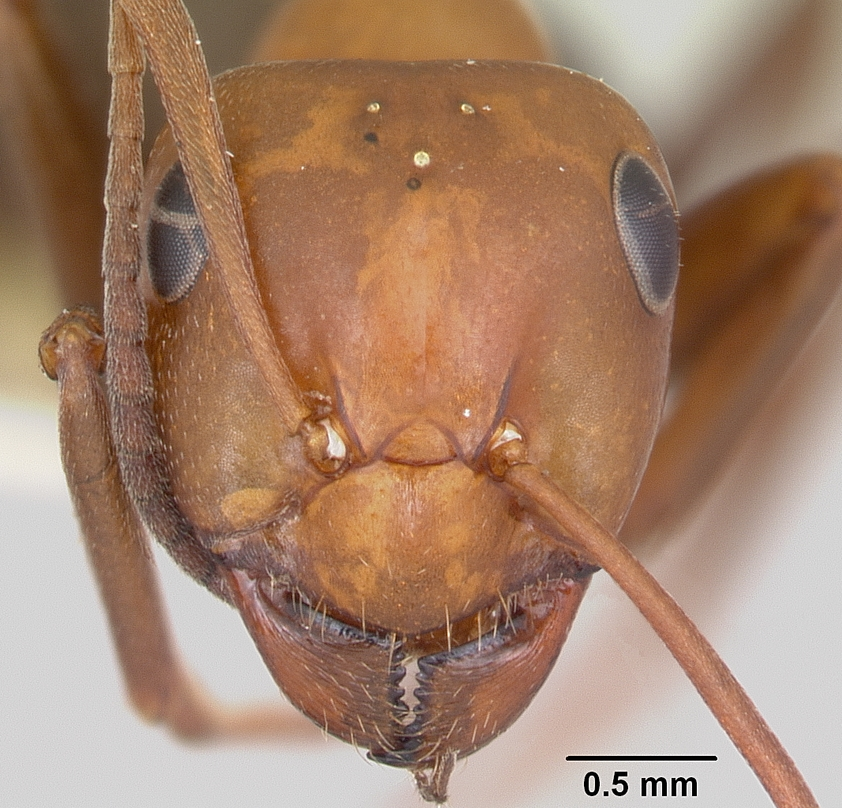